# 斜体 (数学)
斜体（しゃたい、英: skew field; 歪体, 独: Schiefkörper, 仏: corps, corps gauche）は加減乗除が可能な代数系である。除法の可能な環であるという意味で可除環（かじょかん、division ring, Divisionsring）ともいう。係数環を持ち、多元環の構造を持つことを強調する場合は、特に多元体（たげんたい、division algebra, algèbre à division; 可除多元環）と呼称することも多い。非可換な積を持つ体を非可換体（ひかかんたい、non-commutative field, corps non commutatif）という。

## 定義
斜体とは、以下の条件を満たす加法と乗法と呼ばれる 2 つの二項演算によって定まる代数的構造のことである。以下、台集合 K に加法 "+" と乗法 "×" が定められているとし、乗法の結果（積） a × b は ab と略記する。
- K は加法に関してアーベル群である： 
  - a, b, c を K の任意の元とするとき、結合法則 a + (b + c) = (a + b) + c が成り立つ。
  - a + 0K = 0K + a = a が K の元 a の取り方に依らずに満たされる零元と呼ばれる特別な元 0K が存在する。
  - a が K の元ならばそれに対して a + (−a) = (−a) + a = 0K を満たす、マイナス元と呼ばれる元 −a が常に存在する。
  - 交換法則が成り立つ。つまり K のどんな元 a, b についても、 a + b = b + a となる。
- K は乗法に関してモノイドであって、0 以外の元が群をなす：
  - a, b, c を K の任意の元とするとき、結合法則 a(bc) = (ab)c が成り立つ。
  - a1K = 1Ka = a が K の零元 0K でない元 a の取り方に依らずに満たされる単位元と呼ばれる特別な元 1K が存在する。
  - a が零元 0K でない K の元ならばそれに対して aa−1 = a−1a = 1K を満たす、逆元と呼ばれる元 a−1 が常に存在する。
- 乗法は加法に対して分配的である： a, b, c を K の任意の元とするとき、a(b + c) = ab + ac, (a + b)c = ac + bc が成り立つ。

また、この条件を満たす代数的構造を備えた代数系 (K, +, 0K, ×, 1K) あるいは省略して単に集合 K は「斜体を成す」という。零元のみからなる集合 {0} は 1 = 0 と見れば上記の条件を満たし、自明な体と呼ばれるが往々理論的な障害となるため通常は除外して考える。つまり、体の定義に通常は
- 1 ≠ 0, すなわち乗法は零元でない単位元を持つ。

なる条件を加える。さらにもう一つ、乗法の可換性に関する条件
- K のどんな元 a, b についても、 ab = ba が満たされる。

を加えるとき K を（可換）体と呼び、可換性が満たされない元を K が持つとき非可換体と呼ぶ。また一つの代数系 K に対してではなく、代数的構造の分類としてもこれらの用語を用いる。分類としての明確化のために、可換体・非可換体の両者をあわせて「必ずしも可換でない体」という用語を用いることがある。
上記の条件を非自明な単位的非可換環 K に対して
- 可除性: x が零元でないならば、その乗法逆元 x−1 ∈ K が存在する。

を条件として課したものと見るとき、しばしば可除環とも呼ばれる。
斜体の概念は、いくつかの立場から捉えられ用いられるため、それぞれの属する文脈でとくに積の結合性を要求するか否かなどについて差異が認められる。たとえば非可換な体、あるいは可除な単位的（結合）環を相手にする文脈では結合的なものに限ることが多く、非結合的（分配的）多元環で可除なものとする立場からは非結合的（分配的）斜体が範疇に含まれうる。とくに非結合的斜体を認める立場からはアーサー・ケイリーの八元数の全体が成す非結合的分配環も斜体として扱うことができるため、八元数体という呼称が用いられることがある。

## 性質・諸概念
逆元の存在から、斜体 D の零でない任意の左イデアルIl・右イデアルIr・両側イデアルI は D の単位元 1D を含まねばならず、それゆえIl、Ir、 I は D 全体に一致せねばならない。逆に、左イデアル（もしくは右イデアル）が零か全体にかぎるような単位的（結合）環は斜体となる。斜体は自明でない両側イデアルを持たぬゆえ単純であり、特に可換単純環は常に可換体を成すが、一般に単純環であって斜体とならぬものが存在する。（例：斜体上の行列環）
斜体 D の中心
{\displaystyle C(D):=\{x\in D\mid xy=yx{\mbox{ for all }}y\in D\}}
は可換体を成し、D は中心 C(D) 上の多元環となる。多元環に対すると同様、D の中心に可換体 F が含まれるとき、D は F 上定義されている、あるいは D は F 上の斜体であるという。逆に可換体 F が与えられたとき、F を中心とするその上の斜体はどれくらい存在するのかとの問には F のブラウアー群が答えをあたえる。これは、中心性および単純性が体の持ち上げで保たれることと、体上の単純環は常にある斜体上の全行列環に同型であるというアルティン・ウェダーバーンの定理とによるものである。
可換体 F 上の有限階数（つまりベクトル空間として有限次元）となる斜体 D の F 上の次元は平方数 n2 であり、この n を D の F 上の次数 (degree) とよぶ。次数 n は D における F を含む極大可換体 L の F 上の次元として得られることが知られている
特にある種の斜体は、アルティン環の極小イデアル上の自己準同型環として得られる。一般に、任意の環上の既約加群の自己準同型環が斜体を成すことを確かめることができ、それをシューアの補題 (Schur's lemma) と呼ぶ。
斜体 D 上の（左・右）加群は可換体上の加群と同様に（ただし作用の左右は区別して）D上のベクトル空間と呼ばれる。
斜体であるという性質は加群の圏の性質から特徴づけることもできる。環 R が斜体である必要十分条件はすべての左 R 加群が自由加群であることである。

## 例
- 有理数の全体 Q, 実数の全体 R, 複素数の全体 C は可換体である。
- 四元数の全体 H は非可換体である。
- 逆に実数上有限次元な斜体は R, C, H のいずれかと同型である（フロベニウスの定理）。
- 既約加群の自己準同型環は斜体である（シューアの補題）。
- （可換とは限らない）有限整域は可換体である（ウェダーバーンの小定理）。

## 諸概念
体 K が与えられたとき、その乗法構造を忘れて加法に関するアーベル群とみたときの代数系 (K, +) を体 K の加法群と呼ぶ。加法群を K+ や Ga(K) と記す場合もある。また乗法構造のみに注目して、0 を除く K の元の全体 K* に乗法を与えて得られる代数系 (K*, ×) は群であり、乗法群と呼ばれる。K の乗法群をしばしば K× や Gm(K) またはときに GL1(K) と記されることもある。体 K の乗法群の任意の有限部分群は巡回群である。
体の元の濃度を位数といい、有限な位数を持つ体を有限体と呼び、そうでない体を無限体と呼ぶ。有限斜体は常に可換体である（ウェダーバーンの小定理）。
n⋅1 で単位元 1 を n 回足したものを表すとき、n⋅1 = 0 となるような正の整数 n のうち最も小さなものをその体の標数という。ただし、そのような n が存在しないとき標数は 0 であると決める。体の標数は 0 または素数である。
体は 0 以外の元が全て可逆となる単位的環である。したがって、そのイデアルや部分環の概念を考えることができるが、体は自明でない両側イデアルを持たない（これを体は単純環であるという）。体の単位的環としての部分環がふたたび体をなすとき、部分体という。
体 K, L とその間の写像 f: K → L が与えられたとき、f が体の準同型であるとは、単位的環準同型であることをいう。その像 Im(f) = {f(x)  |  x ∈ K} は L の部分体となり、核 Ker(f) = {x ∈ K  |  f(x) = 0L} は K の両側イデアルとなるが、体が単純環であることと単位元が零元にうつることはないことから、体の準同型は必ず単射になる。したがって、体の準同型 f: K → L の像 Im(f) は K に体として同型である。これを中への同型とよび、さらに f が全射であるとき上への同型であるという。